# Pierre Even (compositeur et historien)
Pour les articles homonymes, voir Pierre Even.
Pierre Even, né le 4 décembre 1946 à Wiesbaden, est un compositeur et historien luxembourgeois.

## Biographie
Descendant d'une famille de Beaufort (Luxembourg) et de Metz (Moselle). En 1959-1965, au Conservatoire de musique à Wiesbaden, études de piano et à partir de 1964 de composition (chez Karl-Wilhelm Brühl), en 1969-1973 à l'Université de Mayence études de musique sacrée (chez Diethard Hellmann), puis l'orchestration chez Siegfried Köhler.
Depuis 1966 nombreuses exécutions de musique pour orchestre de chambre, de musique de chambre et de musique sacrée au Luxembourg, en Allemagne, en France, en Belgique, aux Pays-Bas, aux États-Unis, au Brésil et en Chine.
En tant qu'historien, Pierre Even a publié de nombreux ouvrages et essais sur l'histoire du Luxembourg et du duché de Nassau. Il est membre correspondant de la Section historique de l'Institut grand-ducal de Luxembourg et directeur honoraire des Archives de la Maison grand-ducale de Luxembourg.

## Œuvres
Les principales œuvres interprétées en public, certaines d'entre elles plusieurs fois:
- Élégie pour piano op. 1
- Pensées pour quatuor de clarinettes op. 3
- Dithyrambus pour orchestre à cordes op. 6
- Christus resurrexit pour 2 trompettes, 2 trombones et chœur mixte à quatre voix op. 14
- Trio pour flûte, clarinette et basson op. 26
- Pastorale pour quatre trombones op. 27
- Sonate pour violoncelle et piano op. 28
- Neuf caractères pour violon et piano op. 29
- Trois Tangos pour piano op. 33
- Tango para los oídos pour orchestre op. 33a
- Agnus Dei, para las víctimas del 11 de marzo de 2004 en Madrid, para voz aguda y órgano op. 34
- Heimatlos - six mélodies d'après Anise Koltz pour soprano et piano op. 36
- Paraphrase sur le Wilhelmus pour orgues op. 40
- Tarjana-mudra pour orchestre de chambre op. 44
- Souvenir de Biebrich pour quatuor à bois op. 46
- Du bist wie eine Blume - trois mélodies d'après Heinrich Heine pour soprano et piano op. 47
- Tango Bravo pour orchestre op. 48
- Consolatio pour deux violons op. 50
- Fanfare Sino-Lux pour trio de cuivres op. 51
- Selige Sehnsucht d'après Goethe pour baryton et piano op. 53
- Trois Valses miniatures d'anniversaire pour quatuor à cordes op. 54
- Trio pour violon, violoncelle et piano op. 55
- Libertas - Sonate pour violon et alto op. 55a
- Cantus alaudae pour flûte à bec et accordéon ou clavecin op. 56
- Missa sine verbis pour ensemble de flûte à bec op. 58

## Publications (aperçu)
- Adolph Herzog zu Nassau, Grossherzog von Luxemburg 1817-1905 ; Wiesbaden (Landesbibliothek), 1992; 98 pages.
- Dynastie Luxemburg-Nassau. Von den Grafen zu Nassau zu den Grossherzögen von Luxemburg ; Luxembourg (Schortgen), 2000; 383 pages.
- La dynastie de Luxembourg au fil des siècles. Le Luxembourg, Nassau et la Roumanie ; Sibiu (Transilvania), 2007, t. 8-9 ; 7 pages.
- Das Haus Nassau bis zu den Grossherzögen von Luxemburg ; Werl (Boerde), 2009; 47 pages (plusieurs éditions depuis).
- Das Haus Oranien-Nassau bis zu den Königen der Niederlande; Werl (Boerde), 2009; 47 pages (plusieurs éditions depuis).
- Les châteaux de Beaufort au Luxembourg. Le château fort. Le château de style Renaissance ; Bruxelles (Demeures historiques et jardins), 2014/15, n° 184/185 ; 14 pages.
- Die Dynastie Luxemburg-Nassau. La dynastie Luxembourg-Nassau. 1890-2015. Photos: Marc Schoentgen ; Luxembourg (Saint-Paul), 2015; 223 pages.
- Les Châteaux de Beaufort. Région du Müllerthal, Petite Suisse, Luxembourg ; Beaufort (Les Amis des châteaux), 2018 ; 36 pages.
- Italienreise mit Peter von Oldenburg und Therese zu Nassau 1838/39. Das Reisetagebuch des Herzoglich Nassauischen Medizinalrats Dr. Fritz Willett ; Wiesbaden (Historische Kommission für Nassau), 2018; 234 pages.
- Marie Adelheid von Luxemburg-Nassau ; Luxembourg (Saint-Paul), 2019; 192 pages.
- Édouard Daurelly – directeur de théâtre et auteur de la Belle Époque ; Wiesbaden (Letzeburger Bliedchen), 2020, n° 116; 5 pages.
- Die grossherzoglichen Residenzen - neu entdeckt. Les résidences grand-ducales - redécouvertes. The Grand-Ducal Residences - Newly Discovered. Photos: Marc Schoentgen ; Luxembourg (Schortgen), 2022; 312 pages[3].